# Tata Safari
Tata Safari — внедорожник, с 1998 года выпускаемый индийской автомобилестроительной компанией Tata Motors. Первый внедорожник, произведенный полностью в Индии.

## Первое поколение (1998)

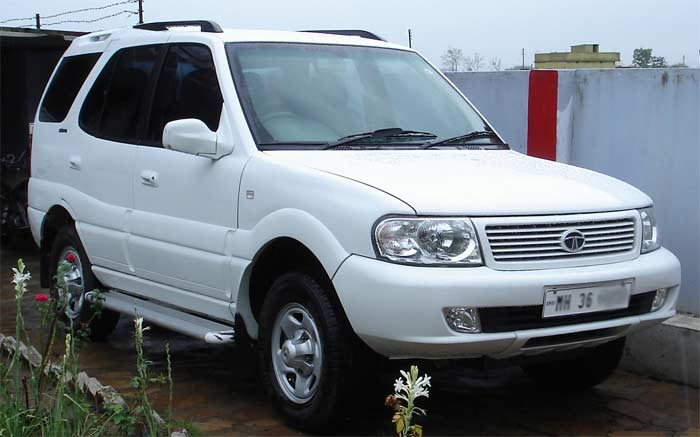
Первое поколение

Первоначально комплектовался 1,9-л турбодизелем мощностью 90 л. с. В августе 2005 году появилась обновленная версия с 3,0-л двигателем DiCOR (DiCOR — аббревиатура «Direct Injection Common Rail engine»). Этот двигатель первый турбодизель Tata Motors с Common Rail. В 2006 на моторшоу в Болонье был представлен Сафари с 2,2-л двигателем DiCOR мощностью 140 л. с., удовлетворяющий стандарту Евро-4, который 5 октября 2007 года был запущен в производство. В Великобритании модель продается под именем Tata Leisure.

### Safari Storme (2012—2019)

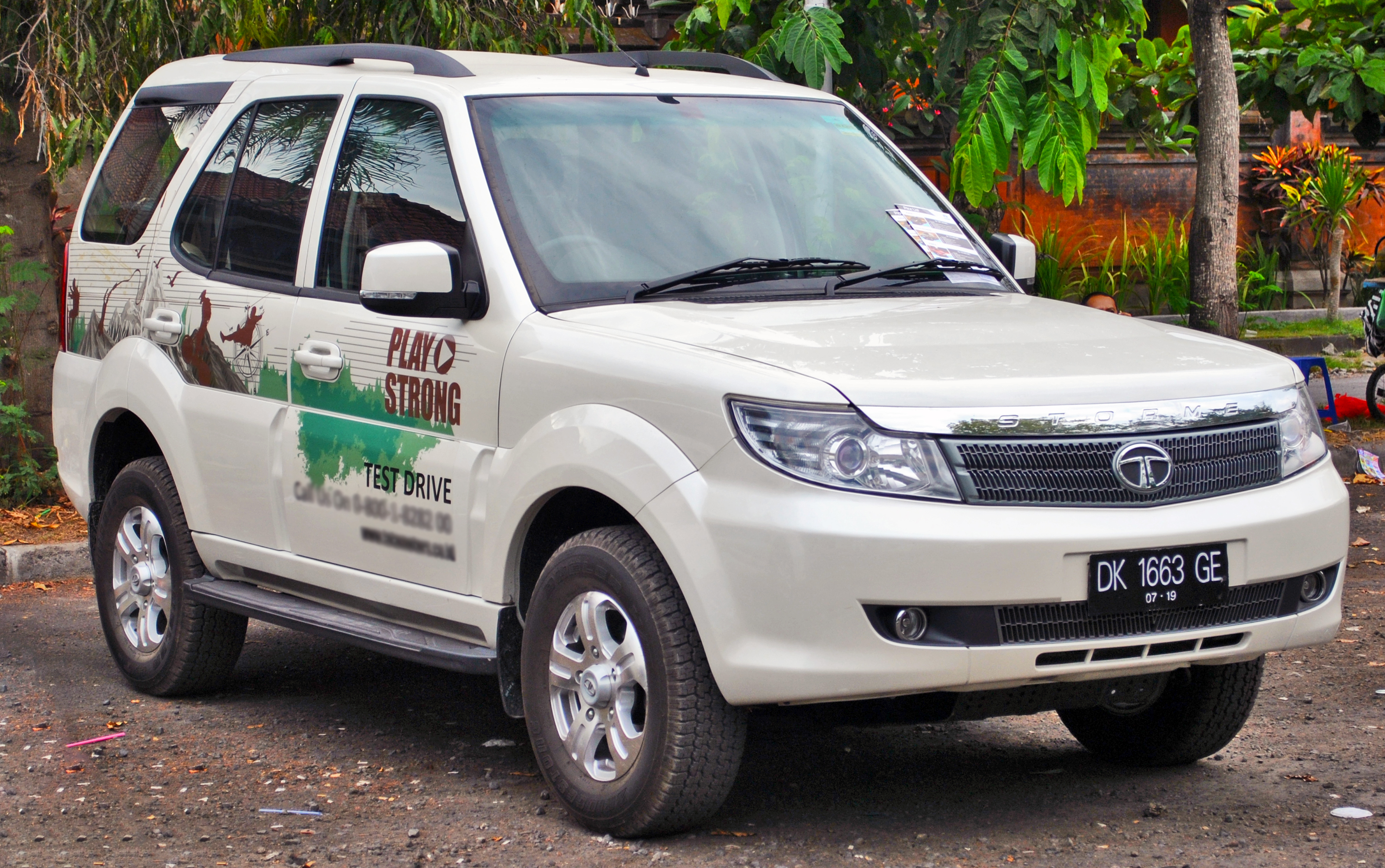
2012 Tata Safari Storme

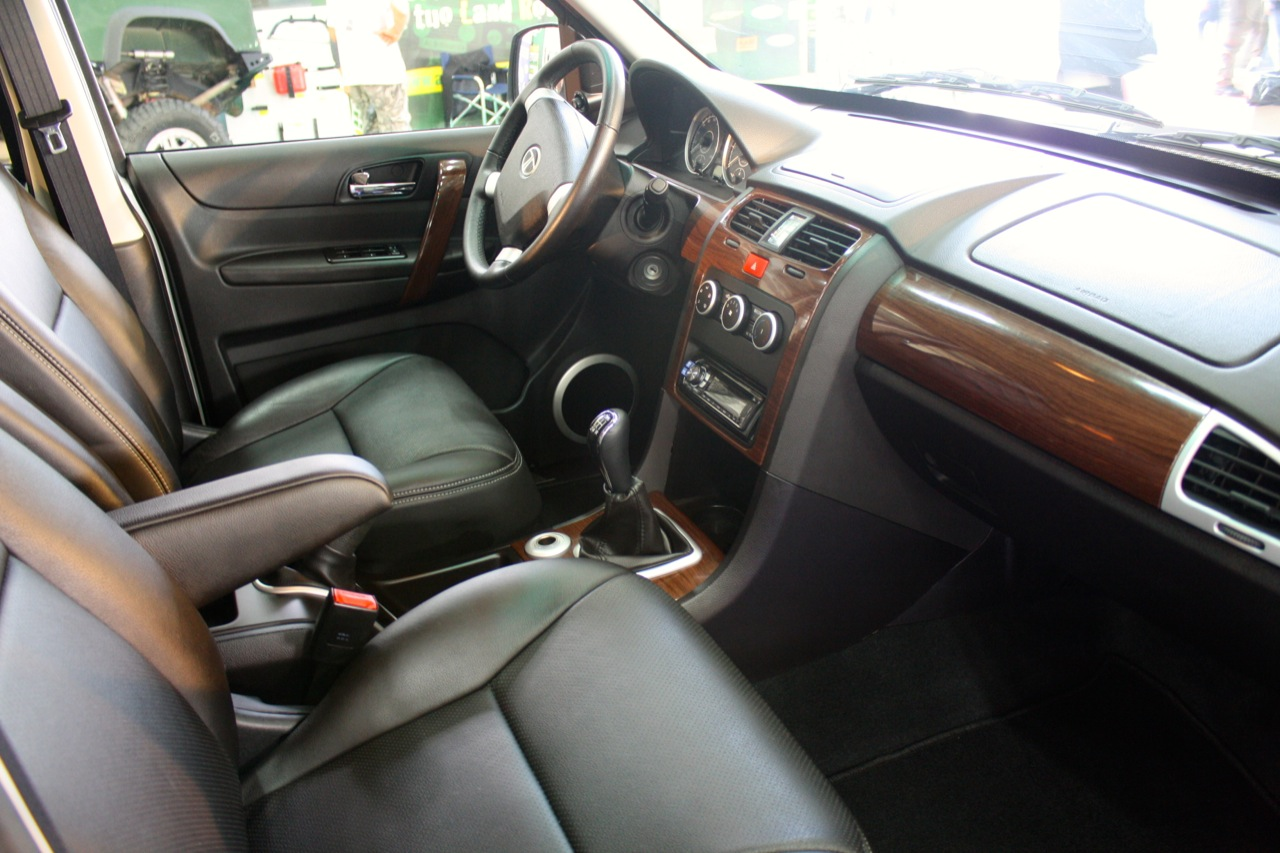
2016 Safari Storme Интерьер

Tata Safari Storme был представлен в январе 2012 года во время 11-й выставки Auto Expo 2012 и выпущен в октябре 2012 года. Safari Storme имеет новые передние и задние фонари, новую решетку радиатора и измененный дизайн бамперов, заднее запасное колесо было перемещено под пол, а  задняя дверь новая.  По сравнению с Tata Safari Dicor было сделано более 100 изменений.  Кузов полностью новый.  Но общий силуэт дизайна остался неизменным.
Платформа Tata X2 была модифицирована сзади за счет использования новой пятирычажной многорычажной подвески (такой же, как у Tata Aria), которая имеет более прочные секции шасси с гидроформованием.  Он будет оснащен модернизированной коробкой передач BorgWarner G76-Mark II.
Его 32-разрядный двигатель Varicor (технология переменной турбины) с электронным управлением и прямым впрыском Common Rail доступен с 5-ступенчатой механической коробкой передач и мощностью 150 л.с. (110 кВт; 148 л.с.) при 4000 об / мин и 320 Нм (236 фунт-футов).  ; 33 кг⋅м) при 1700-2700 об/мин максимального крутящего момента.  Этот движок представляет собой серьезную модификацию предыдущего движка Dicor.  В 2015 году был представлен новый двигатель 2.2 Varicor 400, который доступен с 6-ступенчатой механической коробкой передач как во флагманских версиях 4x2, так и 4x4.  Двигатель 2.2 Varicor 400 является развитием предыдущего Varicor и развивает мощность 156 л.с. (115 кВт; 156 л.с.) при 4000 об/мин и 400 Нм (295 фунт-фут; 41 кгм) при 1750–2500 об/мин.  максимальный крутящий момент.  Движок Dicor недоступен в Safari Storme.
В декабре 2016 года с Tata Motors был заключен контракт на поставку около 3192 автомобилей Safari Storm в качестве официального автомобиля индийской армии, ставшего преемником Maruti Gypsy.  Tata Safari Storme пришлось выдержать конкуренцию Mahindra Scorpio, и оба автомобиля, как сообщается, прошли тщательный анализ, который включал их испытания на снегу, пересеченной местности, а также на болотистой местности.
Storme прошел армейскую классификацию автомобилей GS800 (General Service 800), которая требует автомобиля с жесткой крышей с полезной нагрузкой минимум 800 кг и кондиционером.
Storme находится на вооружении индийской армии и пограничной службы, а также экспортируется на Сейшельские острова для полиции Сейшельских островов.  В 2019 году десять сафари-штормов были переданы Татмадау послом Индии в Мьянме.

## Второе поколение (2021)

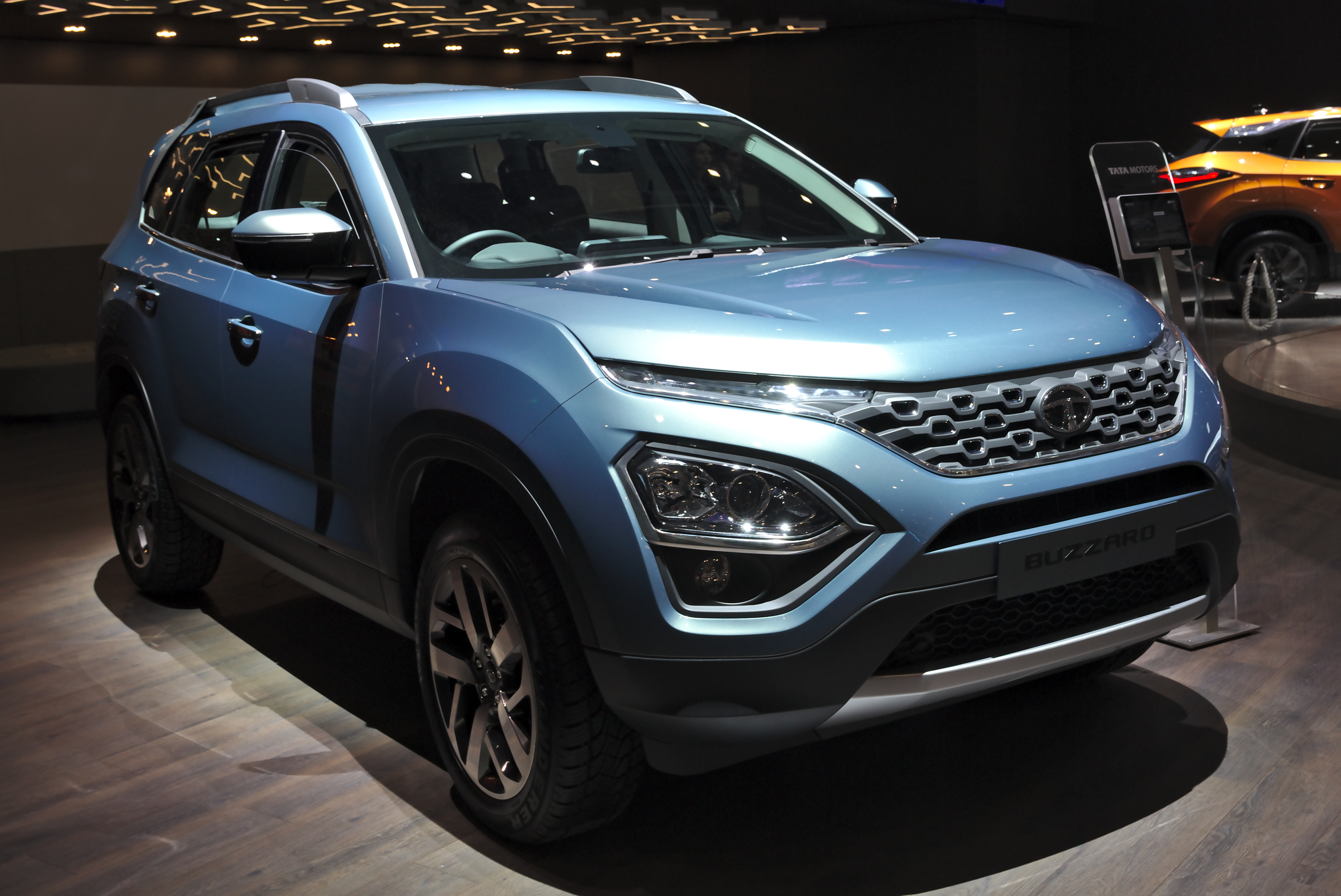
Вид спереди
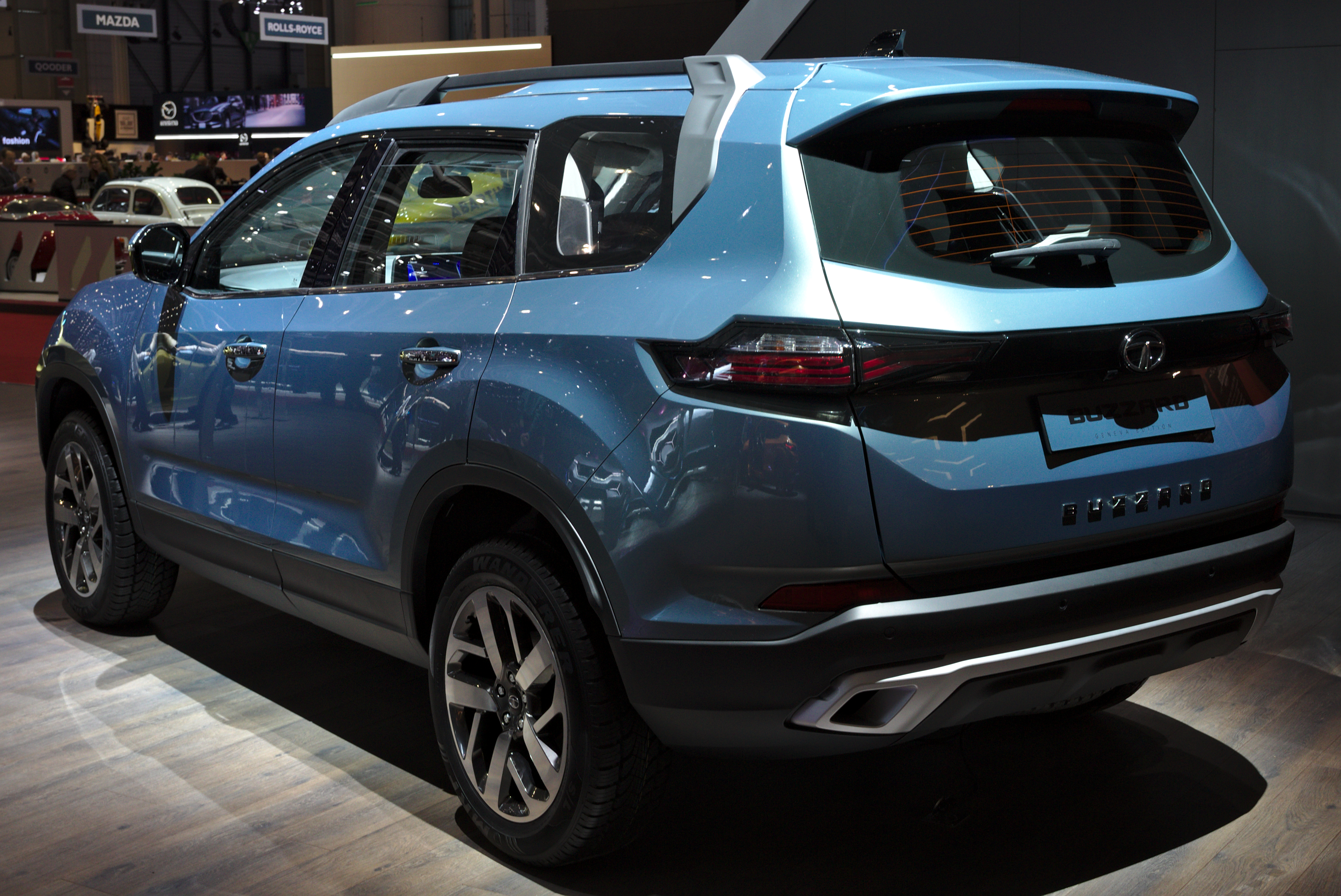
Вид сзади
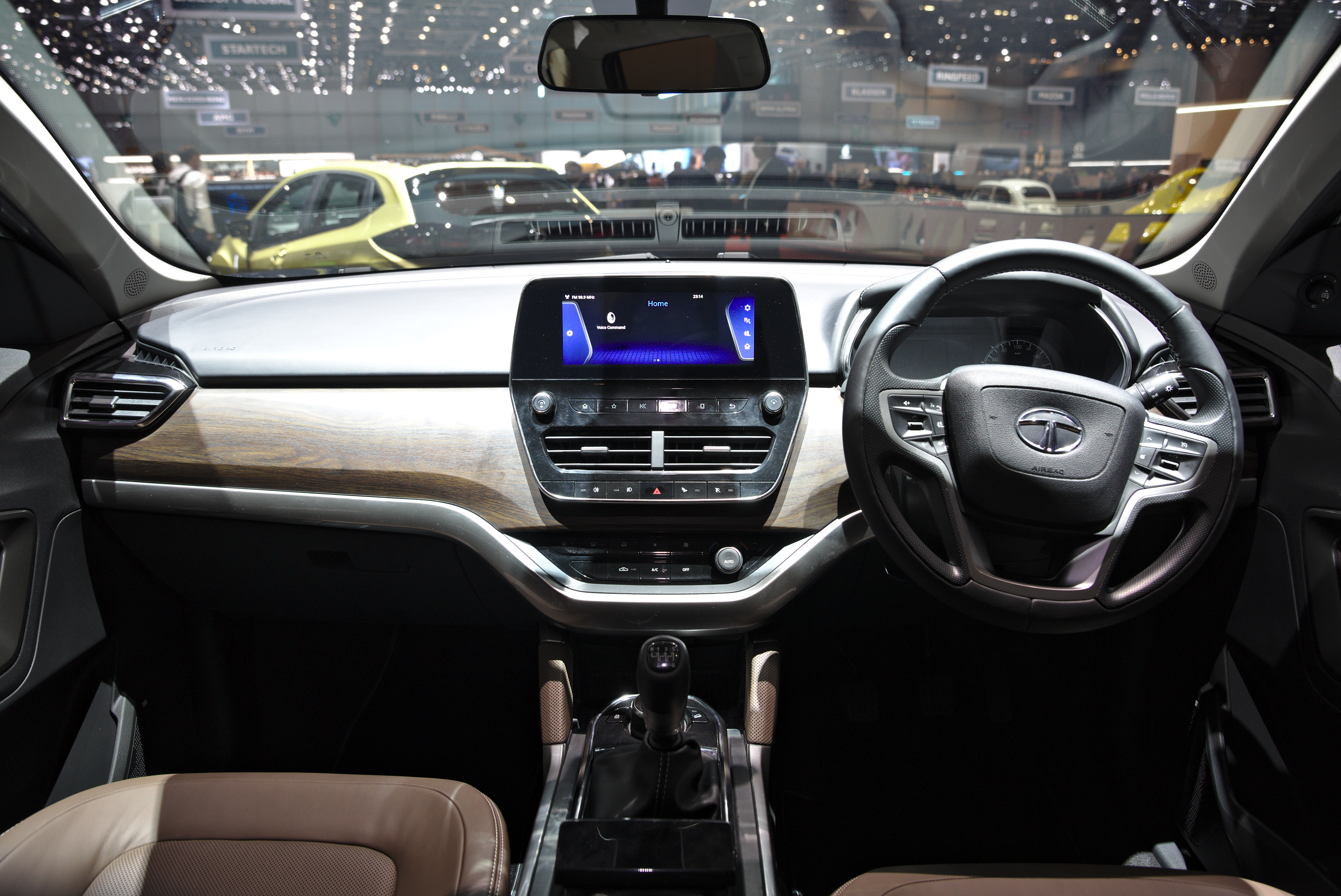
Интерьер

В январе 2021 года было выпущено второе поколение. Автомобиль оснащен 2-литровым дизельным двигателем I4 с турбонаддувом, который также используется в Tata Harrier и Jeep Compass.  Он поставляется в шести- или семиместной конфигурации, причем 6-местная версия встречается только в топовой версии XZ Plus.

### Рестайлинг
Рестайлинговый Safari был представлен вместе с рестайлинговым Harrier 6 октября 2023 года.